# Ребедюк, Яков Степанович
Яков Степанович Ребедюк (11 мая 1913 — 13 апреля 1990) — передовик советского сельского хозяйства, бригадир колхоза имени Сталина Ружичнянского района Каменец-Подольской области, Герой Социалистического Труда (1948).

## Биография
Родился в 1913 году в селе Ружичанка, ныне Хмельницкого района Хмельницкой области в украинской крестьянской семье. Окончил обучение в семи классах сельской школы. Трудился в местном колхозе на различных сельскохозяйственных работах, а также работал на торфозаготовках в окрестностях родного села. С 1938 года трудился на Проскуровском сахарном заводе, сначала грузчиком, а затем бригадиром грузчиков. С 1939 года член ВКП(б)/КПСС.
В августе 1941 года призван в ряды Красной Армии. Участник Великой Отечественной войны с августа 1941 года. С августа 1942 года наводчик и заряжающий орудия 723-го зенитно-артиллерийского полка. Участник Сталинградской битвы, а также Ростовской, Донбасской, Крымской, Пражской и Венской операций. После войны ефрейтор Яков Ребедюк возвратился в родное село.
Работал на различных руководящих должностях. Был назначен бригадиром колхоза имени Сталина Ружичнянского района. В 1947 году его бригада получила высокий урожай пшеницы. На площади 17,86 гектаров было получено по 31,13 центнеру пшеницы с гектара.
За получение высоких урожаев пшеницы, ржи, кукурузы и сахарной свёклы при выполнении колхозом обязательных поставок и натуроплаты за работу на МТС в 1947 году и обеспеченности семенами зерновых культур для весеннего сева 1948 года, Указом Президиума Верховного Совета СССР от 16 февраля 1948 года Якову Степановичу Ребедюку было присвоено звание Героя Социалистического Труда с вручением ордена Ленина и золотой медали «Серп и Молот».
В дальнейшем продолжал трудовую деятельность, показывал высокие результаты в труде. В 1953 году без отрыва от производства прошёл обучение в Каменец-Подольском сельскохозяйственном техникуме по курсу подготовки председателей колхозов. В этом же году в составе советской делегации посетил Венгерскую Народную Республику и Чехословакию. Продолжал работать в колхозе. Был бригадиром полеводческой бригады, заведующим животноводческой фермой, бригадиром садово-огородной бригады. С 1986 года на пенсии. Персональный пенсионер всесоюзного значения.
Проживал в родном селе Ружичанка Хмельницкой области. Умер 13 апреля 1990 года.

## Награды
За трудовые успехи удостоен:
- золотая звезда «Серп и Молот» (16.02.1948),
- орден Ленина (16.02.1948),
- два Ордена Отечественной войны II степени (10.08.1943, 11.03.1985),
- Медаль «За отвагу» (26.04.1944),
- Медаль «За победу над Германией в Великой Отечественной войне 1941—1945 гг.»,
- другие медали.